# Ruut Sjöblom
Ruut Sjöblom, född 24 augusti 1976 i Tusby, är en finländsk samlingspartistisk politiker. Hon är ledamot av Finlands riksdag sedan 2019. Sjöblom är teologie magister och har arbetat som forskare.
Sjöblom blev invald i riksdagsvalet 2019 med 4 518 röster från Nylands valkrets.